# 2016년 오클랜드 창고 화재
2016년 12월 2일 미국 캘리포니아주 오클랜드 프루트베일에 고스트 십(Ghost Ship)이라는 이름으로 잘 알려진 창고에서 화재가 발생하였다. 이 창고는 허가되지 않은 건축물로 예술가들이 집단으로 살고 있었다. 이 사고는 오클랜드의 역사 상 가장 많은 사상자를 낸 화재가 되었다.

## 같이 보기
- 사망자수 순 사고 목록